# Незламна Кіммі Шмідт

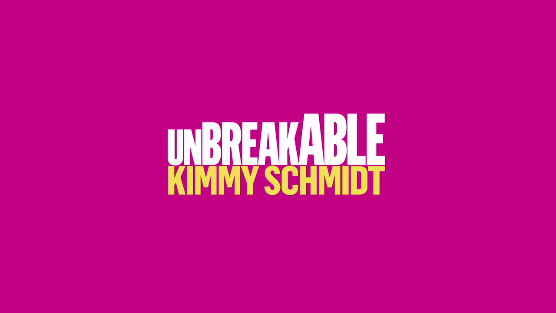

«Незламна Кіммі Шмідт» (іноді «Непохитна Кіммі Шмідт», англ. Unbreakable Kimmy Schmidt) — американський комедійний серіал, створений Тіною Фей і Робертом Карлоком. Головну роль у серіалі зіграла Еллі Кемпер. У центрі сюжету — 29-річна жінка, яка змушена пристосовуватися до життя сучасного Нью-Йорка після порятунку з підземного бункера божевільного лідера культу, де вона провела багато років.
Серіал спочатку розроблявся для NBC, проте 21 листопада 2014 року було оголошено, що телемережа продала проєкт Netflix, причому відразу із замовленням на другий сезон. Прем'єра всіх тринадцяти епізодів першого сезону відбулася 6 березня 2015 року та здобула похвалу від критиків. На Rotten Tomatoes перший сезон має рейтинг схвалення в 96 відсотків на основі 45 відгуків критиків, які високо оцінювали оригінальність концепції.
У 2015 році серіал був висунутий у семи номінаціях на премію «Еммі», в тому числі як «Найкращий комедійний серіал». 8 травня 2019 року було анонсовано інтерактивний спецвипуск, прем'єра якого відбулася 12 травня 2020 року.

## Сюжет
Головну героїню серіалу, 29-річну Кіммі (Кімберлі) Шмідт, рятують із бункера культу божевільного преподобного Вейна (Джон Гемм), який тримав кількох жінок під землею протягом 15 років. Вийшовши на поверхню, Кіммі переїжджає до Нью-Йорка і намагається пристосуватися до звичного життя, яке в неї відібрали. Озброєна лише самим позитивним ставленням до життя, дівчина одразу ж починає дружити з ексцентричною власницею будинку Ліліан (Керол Кейн), що відрізняється старомодними та расистськими поглядами, і темношкірим сусідом-ґеєм Тітусом Андромедоном, що живе собі на втіху і намагається стати співаком і актором. Кіммі влаштовується на роботу нянею в сім'ю меланхолійної й зарозумілої Жаклін Вургіз — дружини мільйонера, яка соромиться своїх індіанських коренів.

## Список епізодів
| Сезон | Сезон              | Епізоди            | Епізоди            | Прем'єра       |
| ----- | ------------------ | ------------------ | ------------------ | -------------- |
|       | 1                  | 13                 | 13                 | 6 березня 2015 |
|       | 2                  | 13                 | 13                 | 15 квітня 2016 |
|       | 3                  | 13                 | 13                 | 19 травня 2017 |
|       | 4                  | 12                 | 6                  | 30 травня 2018 |
| 6     | 4                  | 12                 | 25 січня 2019      |                |
|       | Спеціальний випуск | Спеціальний випуск | Спеціальний випуск | 12 травня 2020 |

## Актори та персонажі

### Основний склад
- Еллі Кемпер — Кімберлі (Кіммі) Шмідт
- Тітусс Берджес — Тітус Андромедон
- Керол Кейн — Ліліан Кештаппер
- Джейн Краковськи — Жаклін Вургіз / Джекі Лін Вайт

### Другорядний склад
- Сара Чейз — Сінді
- Лорен Адамс — Гретхен Чалкер
- Сол Міранда — Донна Марія Нуньєс
- Ділан Гелула — Ксантіпп Вургіз
- Адам Кемпбелл — Логан Бікмаєв
- Чи Кі Хон — Донг Нгуєн
- Тіна Фей і Джеррі Мелой — Марша і Кріс
- Джон Гемм — преподобний Річард Вейн / Гері Вейн